# МСС: Маси, стълби и столове (2017)
ММС: Маси, стълби и столове (2017) е кеч pay-per-view (PPV) турнир и WWE Network събитие, продуцирано от WWE за шоуто Първична сила.
Той се провежда в Target Center в Минеаполис, щата Минесота, САЩ на 22 октомври 2017 г. Това е деветото събитие в хронологията на ММС: Маси, стълби и столове. Само 2 дни преди събитието Роман Рейнс и Брей Уайът, които първоначално са насрочени за мачове, са изваденш от картата за мачовене поради вирусна инфекция. В резултат на това 2 мача са променени, единият от които се превръща в междупромоционален мач с кечист от шоуто Разбиване.
8 мача са провеждани по време на събитието, включително един в предварителното шоу на Преди шоуто.
Първоначално основното събитие беше двубоят на „Щитът“ (Дийн Амброуз, Роман Рейнс и Сет Ролинс), Щитът се завърна, но Рейнс беше заменен от генералния мениджър на Първична сила Кърт Енгъл и те победиха отбора на Миз Браун Строуман Кейн Шеймъс и Сезаро в мач с 5 на 3 хендикап с Маси, стълби и столове. Това беше първият мач на Кърт Енгъл в WWE от 11 години. Брей Уайът, под прикриетието на „Сестра Абигейл“, първоначално беше обявен да се изправи срещу „Демонът" Фин Балър, но Уайът бе заменен от Ей Джей Стайлс който е от шоуто Разбиване и който загуби от „Демонът". Събитието беше забележимо и с главния дебют на Аска, която победи Ема.

## Резултати
| №                                                                                     | Резултати                                                                                         | Правила                                               | Време |
| ------------------------------------------------------------------------------------- | ------------------------------------------------------------------------------------------------- | ----------------------------------------------------- | ----- |
| 1П                                                                                    | Саша Банкс победи Алиша Фокс чрез предаване                                                       | Индивидуален мач                                      | 11:00 |
| 2                                                                                     | Аска победи Ема                                                                                   | Индивидуален мач                                      | 9:25  |
| 3                                                                                     | Седрик Алекзандър и Рич Соун победиха Джентълмен Джак Галахър и Браян Кендрик                     | Отборен мач                                           | 8:00  |
| 4                                                                                     | Алекса Блис (ш) победи Мики Джеймс                                                                | Индивидуален мач за Титла при жените на Първична сила | 11:25 |
| 5                                                                                     | Ензо Аморе победи Калисто                                                                         | Индивидуален мач за Титлата в полутежка категория     | 8:45  |
| 6                                                                                     | „Демона“ Фин Балор победи Ей Джей Стайлс                                                          | Индивидуален мач                                      | 18:20 |
| 7                                                                                     | Джейсън Джордан победи Илайъс                                                                     | Индивидуален мач                                      | 8:50  |
| 8                                                                                     | Кърт Енгъл и Щит (Сет Ролинс и Дийн Амброуз) победиха Миз, Браун Строуман, Кейн и Сезаро и Шеймъс | 5-на-3 Хендикап мач Маси, Стълби, и Столове мач       | 35:25 |
| - (ш) – указва шампиона/шампионите в мача - П – показва, че мача се случи преди шоуто |                                                                                                   |                                                       |       |